# Pro hac vice
Pro hac vice é uma expressão latina que significa "para esta ocasião" ou "para este evento" (literalmente, "desta vez") e um termo legal que geralmente é uma referência a um advogado que não tem permissão de praticar numa certa jurisdição, mas que recebeu permissão para participar num caso em particular nesta mesma jurisdição.
A expressão é bastante utilizada também pela Igreja Católica quando uma diocese titular se torna o título de um arcebispo e não de um bispo. De forma similar, quando um cardeal-diácono é promovido a cardeal-presbítero, é comum que ele retenha sua diaconia titular. Diz-se, então, que esta foi elevada pro hac vice ao nível de igreja titular. Quando se faz referência a uma diocese titular ou diaconia titular que já foi um dia elevada pro hac vice, mas que foi revertida ao seu nível original, o termo pro illa vice é utilizado nos documentos eclesiásticos.